# Табоан-да-Серра
Табоан-да-Серра (порт. Taboão da Serra)  —  муниципалитет в Бразилии, входит в штат Сан-Паулу. Составная часть мезорегиона Агломерация Сан-Паулу. Находится в составе крупной городской агломерации Агломерация Сан-Паулу. Входит в экономико-статистический  микрорегион Итапесерика-да-Серра. Население составляет 225 405 человек на 2006 год. Занимает площадь 20,478 км². Плотность населения — 11.007,2 чел./км².
Праздник города —  19 февраля.

## История
Город основан в 1959 году.

## Статистика
- Валовой внутренний продукт на 2003 составляет 2.103.663.991,00 реалов (данные: Бразильский институт географии и статистики).
- Валовой внутренний продукт на душу населения на 2003 составляет 9.891,50

rendimento médio chefe de familia =  R$ 849,08 реалов (данные: Бразильский институт географии и статистики).
- Индекс развития человеческого потенциала на 2000 составляет 0,809 ▲ (данные: Программа развития ООН).

## География
Климат местности: субтропический. В соответствии с классификацией Кёппена, климат относится к категории Cwa.